# 통수권
통수권(統帥権)은 「일본 제국 헌법」에 규정되어 있던 일본군을 지휘·감독하는 최고 권한이다.
「일본 제국 헌법」 제11조는 천황은 육해군을 통수한다고 규정하고 있으며 이는 천황 대권의 하나로 인식되어 왔다. 근대화를 추진하던 일본 제국은 군정권과 군령권을 어디까지 구체적으로 규정할지 고심했다. 군정권은 군대를 구성하고 급여를 지급하는 등 행정에 관한 권한이고 군령권은 전쟁 등에서 작전을 지도하고 군대를 운용하는 권한을 말한다.
「일본 제국 헌법」이 제정되기 전이었던 1869년 설치된 병부성은 사실상 군정권과 군령권을 모두 행사했다. 이 당시에는 문관과 무관의 구분도 없었고 무관만이 통수권을 행사할 수 있다는 개념도 없었다. 실제로 1874년 사가의 난이 일어났을 때 천황으로부터 위임받기는 했지만 오쿠보 도시미치가 군령권과 군정권을 직접 행사했다.
「일본 제국 헌법」이 제정된 이후 일본의 천황은 특별한 규정이 없는 한 국무대신의 보필을 받아야 했지만 관습적으로 군령에 대해서는 국무대신이 아니라 육군 참모본부·해군 군령부와 같은 통수부의 보익을 받아야 했다.
그런데 군정권은 국무대신이 보필하는 범위에 속하고 군령권은 통수부가 보익하는 범위에 속한다고 해도 그 경계가 애매하여 다툼이 일어나기 쉬웠다. 일본의 시베리아 개입처럼 다른 나라와의 공동 출병을 행하는 경우 외교 문제와 연결되었고 1920년대 사단 증설 문제처럼 병력과 군비의 배치는 국가 재정과 충돌할 가능성이 있었다. 결국 이러한 갈등은 1930년대 통수권 간범 문제로 이어지게 되었다.
통수권 독립이 헌법에 규정된 것은 당시 정치를 주도하던 원훈과 번벌들이 정치인이 통수권을 행사하면 막부 정치가 부활할 수 있다는 우려가 있었기 때문이었다. 또한 정당 정치인들이 군을 사리사욕을 위해 사용하는 것을 막고 원훈과 번벌들이 군령권과 군정권을 통해 군을 확실히 장악하기 위해서이기도 했다. 그리고 난보쿠초 시대의 무장이었던 구스노키 마사시게가 군사에 대해 잘 몰랐던 공가 출신 보몬 기요타다에 휘둘려 작전을 망치고 미나토강 전투에서 전사한 것이 남조의 몰락으로 연결되었기 때문에 통수권 독립을 규정했다는 일화도 널리 퍼져 있다.

## 역사

### 청일 전쟁
청일 전쟁은 정치가 주도한 전쟁이었다. 메이지 천황의 특명에 따라 본래 대본영 참여 멤버가 아니나 총리대신 이토 히로부미가 참석한 데다가 군사 작전에 의견도 냈기 때문이다. 이는 헌법에 통수권 독립 규정을 만든 장본인이 이토였기에 가능한 일이었다. 또한 당시 군부의 최고 권력자였던 야마가타 아리토모도 통수권 독립이 실제와 맞지 않는 상황에 대해 유연하게 대처하도록 협조했다. 무엇보다 두 사람을 비롯해 정치 지도자들이 정치와 군사가 엄격히 구분되지 않았던 에도 시대에 태어난 사람들이었고 또한 무사 계급 출신이었기에 정치 지도자가 되어도 군사에 관해 식견이 있었고 군사 지도자가 되어도 정무적 감각을 가졌기에 의견 충돌은 심하지 않았고 정치의 우위가 이루어질 수 있었다. 또한 이토와 야마가타가 모두 번벌 출신이기도 하여 정치의 우위는 곧 번벌의 우위를 의미하기도 했다.
이러한 분위기는 러일 전쟁에 이르르면 많이 사라지고 군의 자립화 경향이 강해졌다.

### 러일 전쟁
「전시 대본영 조례」는 오직 육해군 장교만이 대본영에 참여할 수 있고 문관은 참여가 불가능하다고 규정하고 있었다. 그래서 청일 전쟁과 달리 러일 전쟁 당시의 대본영에는 메이지 천황으로부터 특례를 인정받은 이토 외에는 문관이 한 명도 참여하지 못했다. 이는 청일 전쟁 때와 달리 육해군의 작전 입안이나 실시가 전문화·고도화했으며 육해군의 통수권을 다루는 참모본부와 군령부가 독립했기 때문이었다. 다만 러일 전쟁 때까지는 전쟁을 주도한 곳이 대본영이 아니라 원로들이 중심이 된 어전회의였던 점도 고려해야 한다.
어전회의는 천황과 제1차 가쓰라 내각의 다섯 각료(총리·외무·대장·육군·해군대신)와 다섯 원로(이토 히로부미·이노우에 가오루·오야마 이와오·마쓰카타 마사요시·야마가타 아리토모) 등 11명으로 구성되어 있었다. 통수부는 어전회의의 결정을 따라 작전 계획을 작성하는 것이 주된 임무였다. 오야마와 야마가타는 당시 참모총장이기도 했지만 이들은 원로로서 어전회의에 참여했으며 군부의 영향력은 어전회의에 미치지 못했다.

### 워싱턴 회담
제1차 세계 대전 때 각국의 군비가 팽창하자 미국이 주도하여 군축에 관해 논의하고자 워싱턴 회담이 열리게 되었다. 일본에서는 해군대신 가토 도모사부로가 전권대신으로 참석했는데 가토가 자리를 비우면서 누가 해군대신 직무대리를 맡을지가 문제로 부상했다. 가토는 「내각 관제」 제9조에 근거해 총리대신 하라 다카시에게 대리를 부탁했다.
그런데 육군대신 야마나시 한조를 필두로 전 육군대신 다나카 기이치, 원로 야마가타가 군부대신에 문관을 임명하는 것은 〈군인칙유〉와 헌법상 통수권 해석상 부당하다고 반대했다. 군부대신이 군사에 관해 천황에게 상주하는 유악 상주는 통수권에 관한 부분을 포함하는 것이므로 이를 문관이 대리하는 것은 헌법이 보장한 통수권 독립을 침범한다는 것이 그 이유였다. 또한 「육군성 관제」와 「해군성 관제」도 군부대신은 현역 혹은 예비역 대장·중장만 임명될 수 있다고 명시하고 있었다.
결국 내각과 군부가 협의를 통해 「내각 관제」 규정을 우선하여 사무행위는 문관이 대리할 수 있지만 유악 상주는 군령부장이 대행하며 이를 전례로 육군성에서도 같은 일이 반복되어서는 안 된다는 것으로 급한 불을 끌 수 있었다.
하지만 입헌정우회 내부에서는 군부에 대한 반발로 유악 상주를 폐지하고 「육군성 관제」와 「해군성 관제」를 개정해 문관도 군부대신으로 임명할 수 있도록 해야 한다는 주장이 나왔다. 훗날 정우회는 전 육군대신 다나카를 영입하는데 다나카가 총재에 취임한 뒤인 1925년 10월 정우회의 정책 발표 때 유악 상주 폐지와 군부대신 문관제에 관한 내용을 보고 격노하여 이 내용의 발표를 보류한 뒤 이후 당내에서 통수권 독립을 부정하는 정책을 언급하지 말도록 지시했다.

## 통수권 간범 문제
통수권 간범 문제는 「일본 제국 헌법」 제11조·제12조 규정이 군령권에 관한 사항인지 군정권에 관한 사항인지 혹은 두 개념을 모두 포함하는 사항인지에 대한 해석 차이에서 비롯한 문제다. 이는 1930년에 있었던 런던 해군 군축 회담의 결과를 비준할지를 놓고 표면화하기 시작했다.

### 군정과 군령
「일본 제국 헌법」이 군정과 군령에 관해 규정한 것은 제11조와 제12조다. 제11조는 천황은 육해군을 통수한다고 규정하고 있으며 제12조는 천황은 육해군의 편제 및 상비 병액을 정한다고 규정하고 있다.
관행적으로 군정권은 국무대신의 보필을 받아야 하지만 군령권은 군령 기관의 보좌를 받을 뿐 총리대신이나 군부대신의 보필은 받지 않는 것으로 인식되었다. 구체적으로는 육군의 경우는 육군대신이 아니라 참모총장의, 해군에서는 해군대신이 아니라 군령부총장이 각군의 군령권에 대해 천황을 보좌하는 식이었다. 제12조가 규정하는 육해군의 편제는 일반적으로 군정권에 속하지만(상비 병액도 군정권에 속하는지는 이론이 있다) 제11조가 규정하는 통수권은 전적으로 군령권에 속하는 것으로 국무대신의 관여의 여지가 없다고 받아들여졌다.
통수권 중에서도 군사 작전은 육군 참모총장과 해군 군령부장이 보필하며 참모총장과 군령부장이 유악 상주하여 천황의 재가를 받은 뒤 그 봉칙 명령을 선언했다. 그 외에 군정상 동원령·편성령·복원령 등의 봉칙 명령은 통상 군부대신이 유악 상주하며 재가를 받아 선언했다.
평시·전시 편제나 「참모본부 조례」·「편성 요령」·「근무령」 등은 통상 군부대신이, 육군 군사 교육에 관한 것은 교육총감이 유악 상주하여 재가를 얻어 군부대신이 조칙을 공포·내달하여 집행했다.
중요한 점은 군부대신·참모총장·군령부총장·교육총감 모두 유악 상주를 할 수 있는 권한이 있었지만 이를 누가 선언·집행할지였다. 이러한 통수권 독립 문제는 내각이나 제국의회에서 개입하기 어려운 문제였다.

### 문제의 표면화
군령부장 가토 히로하루 대장 등 런던 군축 조약에 대한 강경파(함대파)는 통수권을 확대 해석하여 병력의 수를 결정하는 것도 통수권에 관한 것이며 하마구치 내각이 군령부의 뜻에 반해 군축 조약을 체결하는 것은 통수권의 독립을 침범하는 문제라고 공격하면서 문제가 표면화했다.
1930년 4월 하순에 시작한 중의원 본회의에서 야당인 정우회 총재 이누카이 쓰요시와 하토야마 이치로는 런던 군축 조약이 일본의 보조함 비율을 미국의 70%로 해달라는 해군의 요구를 충족하지 못했다며 군령부의 반대 의견을 무시하고 조약에 조인하는 것은 통수권을 간범하는 것이라며 내각을 공격했다. 법학자 출신으로 내각법제국 장관을 지냈던 추밀원 의장 구라토미 유자부로도 정우회의 입장에 동의하는 의견을 냈다. 6월 가토는 쇼와 천황에게 유악 상주하여 사직해 버렸다.
헌법에 따라 조약 비준권은 천황에게 있었다. 총리대신 하마구치 오사치는 반대 여론을 뒤로 하고 제국의회의 가결을 받은 후 천황에게 재가를 청했다. 천황은 추밀원에 자문했는데 구라토미의 의견을 무시하고 10월 1일 재가했다. 천황이 자문까지 해놓고 이를 무시한 것은 법학자 미노베 다쓰키치의 역할이 있었기 때문이다. 비록 조약 비준권이 천황에게 있어도 실질적으로 추밀원의 뜻을 무시할 순 없는데 추밀원의 정원을 정하는 권한이 총리대신에게 있었고 미노베가 이 사실을 하마구치에게 전달한 것이다. 하마구치는 이 권한을 십분 활용했고 추밀원은 결국 유화적인 태도를 보일 수밖에 없었던 것이다. 결국 하마구치는 이를 비판적으로 여긴 국가주의단체 소속의 한 청년에 의해 저격당한 뒤 건강이 악화되어 사망하고 만다.
헌법 어디에도 통수권이란 단어 자체는 등장하지 않기 때문에 이 조어는 의도적으로 확대 해석되곤 했다. 특히 정치인이 정쟁의 도구로 이용한 측면도 있으며 이에 호응하여 군이 정치에 개입하기 위한 수단으로도 사용되었다.

## 같이 보기
- 총사령관
- 군부대신 현역 무관제
- 고스톱 사건

### 내용주
1. ↑  1932년 육군대학교 교본으로 작성된 『통수참고』에는 "통수권 독립을 보장하기 위해 무관의 지위와 직무가 독립해야 한다"거나 "정치 기관과 통수 기관은 평등한 지위에 있다"는 등의 문구가 있다. 이는 통수권 간범 문제가 발성한 후에 작성된 것이기는 하지만 통수권과 행정권의 평등성은 군부의 일관된 주장이었다.
2. ↑  육군대신이 발하는 유악 상주 칙령은 군의 제도나 규칙을 규정한 군사 칙령의 일종으로 작전 명령이나 동원 명령 등은 포함되지 않고 「일본 제국 헌법」 제12조에 근거한 편제 대권에 속하는 사항이었다.[4]
3. ↑  다만 실제로는 일본의 보조함 비율이 미국의 69.75%로 규정되어 실제로는 0.25%p가 모자랐을 뿐이었다.

### 인용주
1. ↑  秦 2006, 11쪽.
2. 1 2 3 4 5 6 7  堀茂. “日露戦争までの我が国の制軍関係” (PDF). 杏林大学大学院. 2013년 12월 9일에 확인함.
3. ↑  “日露戦争関連用語集 3 組織、制度”. 国立公文書館アジア歴史資料センター. 2013년 12월 9일에 확인함.
4. ↑  永井 1993, 313쪽.
5. ↑  黄, 258-262쪽.
6. ↑  秦 2006, 85-92쪽.
7. ↑  戸部 1998, 159-163쪽.
8. ↑  “第二次外相時代 協調と強硬の狭間”. 外務省. 2013년 12월 9일에 확인함.

## 참고 문헌
- 纐纈, 厚 (2005). 《近代日本政軍関係の研究》 (일본어). 岩波書店. ISBN 4-00-022538-3.
- 雨宮, 昭一 (1997). 《近代日本の戦争指導》 (일본어). 吉川弘文館. ISBN 4-642-03666-0.
- 戸部, 良一 (1998). 《<日本の近代9>　逆説の軍隊》 (일본어). 中央公論新社.
- 秦, 郁彦 (2006). 《統帥権と帝国陸海軍の時代》 (일본어). 平凡社. ISBN 4-582-85308-0.
- 永井, 和 (1993). 《近代日本の軍部と政治》 (일본어). 思文閣出版. ISBN 4-7842-0770-8.
- 舩木, 繁 (1997). 《日本の非運40年 統帥権における軍部の苦悩》 (일본어). 文京出版. ISBN 4-938893-06-1.
- 黄, 文雄. 《大日本帝国の真実》.